# Dawid Kucharski
Dawid Kucharski (ur. 19 listopada 1984 w Kostrzynie nad Odrą) – polski piłkarz występujący na pozycji obrońcy.

## Kariera

### Rozgrywki krajowe
Dysponujący dobrymi warunkami fizycznymi (188 cm wzrostu i 78 kg wagi) Kucharski swoją karierę rozpoczynał w Celulozie Kostrzyn. Następnie trafił do jednej z juniorskich drużyn Amiki Wronki, z której jesienią 2002 roku awansował do pierwszego zespołu. W barwach wronieckiego klubu oficjalnie zadebiutował w sierpniu, na pierwszy występ ligowy musiał zaczekać jeszcze niecałe dwa miesiące. Zawodnikiem Amiki był przez cztery kolejne sezony, jednak w żadnym nie przekroczył liczby dwudziestu rozegranych meczów. Po fuzji z Lechem Poznań, Kucharski został w nowej drużynie, choć pełnił głównie rolę rezerwowego. Zmianę tej sytuacji przyniósł sezon 2007/2008, w którym z powodu licznych kontuzji innych obrońców wystąpił w 21 spotkaniach. Latem 2008 roku sam doznał urazu mięśnia czworogłowego uda, który wykluczył go z gry do końca września. W sezonie 2008/2009 częściej występował w rozgrywkach Młodej Ekstraklasy. Po wygaśnięciu kontraktu z poznańskim klubem, 5 lipca 2009 r. przeszedł do szkockiego Hearts of Midlothian. Grał tam jednak niewiele, więc po wygaśnięciu kontraktu w 2011 roku postanowił wrócić do Polski. Kucharski podpisał kontrakt z I- ligową drużyną Pogoń Szczecin. Związał się z Portowcami do 30 czerwca 2012 jednak pozostawiając sobie klauzulę przedłużająca kontrakt. W sezonie 2011/2012 wywalczył z Pogonią awans do Ekstraklasy.

### Rozgrywki europejskie
Zdecydowaną większość spotkań w Pucharze UEFA Kucharski rozegrał będąc piłkarzem Amiki Wronki. Jego debiut przypadł na mecz z walijskim Llansantffraid FC, w którym zmienił w 66. minucie Dariusza Gęsiora. W tej edycji wystąpił również w dwumeczu z hiszpańskim Malaga CF. Kolejne spotkania z udziałem Kucharskiego odbyły się dwa lata później, kiedy Amica awansowała do fazy grupowej Pucharu UEFA. Obrońca wystąpił zarówno w dwumeczu ją poprzedzającym, jak i wszystkich meczach tego etapu rozgrywek. Jako zawodnik Lecha Poznań zaliczył tylko jeden kilkuminutowy występ podczas starcia z AS Nancy. Ponadto rozegrał dwa spotkania w Pucharze Intertoto w 2006 roku.

### Statystyki klubowe
Aktualne na 25 maja 2019:
| Klub                       | Sezon              | Liga                    | Liga  | Liga   | Puchar kraju | Puchar kraju | Europa | Europa | Puchar Ligi | Puchar Ligi | Suma  | Suma   |
| Klub                       | Sezon              | Liga                    | Mecze | Bramki | Mecze        | Bramki       | Mecze  | Bramki | Mecze       | Bramki      | Mecze | Bramki |
| -------------------------- | ------------------ | ----------------------- | ----- | ------ | ------------ | ------------ | ------ | ------ | ----------- | ----------- | ----- | ------ |
| Amica Wronki               | 2002/2003          | Ekstraklasa             | 18    | 0      | 1            | 0            | 3      | 0      | –           | –           | 22    | 0      |
| Amica Wronki               | 2003/2004          | Ekstraklasa             | 18    | 1      | 2            | 0            | –      | –      | –           | –           | 20    | 1      |
| Amica Wronki               | 2004/2005          | Ekstraklasa             | 15    | 0      | 3            | 0            | 7      | 0      | –           | –           | 25    | 0      |
| Amica Wronki               | 2005/2006          | Ekstraklasa             | 10    | 1      | 2            | 0            | –      | –      | –           | –           | 12    | 1      |
| Amica Wronki               | Ogólnie            | Ogólnie                 | 61    | 2      | 8            | 0            | 10     | 0      | 0           | 0           | 79    | 2      |
| Lech Poznań                | 2006/2007          | Ekstraklasa             | 13    | 0      | 1            | 0            | 2      | 0      | 6           | 1           | 22    | 1      |
| Lech Poznań                | 2007/2008          | Ekstraklasa             | 21    | 1      | 1            | 0            | –      | –      | 5           | 0           | 27    | 1      |
| Lech Poznań                | 2008/2009          | Ekstraklasa             | 3     | 0      | 1            | 0            | 1      | 0      | 4           | 0           | 9     | 0      |
| Lech Poznań                | Ogólnie            | Ogólnie                 | 37    | 1      | 3            | 0            | 3      | 0      | 15          | 1           | 58    | 2      |
| Heart of Midlothian FC     | 2009/2010          | Scottish Premier League | 14    | 0      | 0            | 0            | –      | –      | 1           | 0           | 15    | 0      |
| Heart of Midlothian FC     | Ogólnie            | Ogólnie                 | 14    | 0      | 0            | 0            | 0      | 0      | 1           | 0           | 15    | 0      |
| Pogoń Szczecin             | 2011/2012          | I liga                  | 11    | 1      | 0            | 0            | –      | –      | –           | –           | 11    | 1      |
| Pogoń Szczecin             | Ogólnie            | Ogólnie                 | 11    | 1      | 0            | 0            | 0      | 0      | 0           | 0           | 11    | 1      |
| Okocimski Brzesko          | 2012/2013 w        | I liga                  | 14    | 2      | 0            | 0            | –      | –      | –           | –           | 14    | 2      |
| Okocimski Brzesko          | Ogólnie            | Ogólnie                 | 14    | 2      | 0            | 0            | 0      | 0      | 0           | 0           | 14    | 2      |
| Stomil Olsztyn             | 2013/2014          | I liga                  | 22    | 0      | 0            | 0            | –      | –      | –           | –           | 22    | 0      |
| Stomil Olsztyn             | Ogólnie            | Ogólnie                 | 22    | 0      | 0            | 0            | 0      | 0      | 0           | 0           | 22    | 0      |
| Stilon Gorzów Wielkopolski | 2014/2015          | III liga                | 28    | 1      | 4            | 2            | –      | –      | –           | –           | 32    | 3      |
| Stilon Gorzów Wielkopolski | Ogólnie            | Ogólnie                 | 28    | 1      | 4            | 2            | 0      | 0      | 0           | 0           | 32    | 3      |
| SV Peheim                  | 2015/2016 j        | Bezirksliga             | 9     | 0      | 0            | 0            | –      | –      | –           | –           | 9     | 0      |
| SV Peheim                  | Ogólnie            | Ogólnie                 | 9     | 0      | 0            | 0            | 0      | 0      | 0           | 0           | 9     | 0      |
| Piast Karnin               | 2015/2016 w        | III liga                | 13    | 0      | 2            | 1            | –      | –      | –           | –           | 15    | 1      |
| Piast Karnin               | 2016/2017          | IV liga                 | 25    | 4      | 3            | 1            | –      | –      | –           | –           | 28    | 5      |
| Piast Karnin               | 2017/2018 j        | IV liga                 | 6     | 1      | 1            | 0            | –      | –      | –           | –           | 7     | 1      |
| Piast Karnin               | Ogólnie            | Ogólnie                 | 44    | 5      | 6            | 2            | 0      | 0      | 0           | 0           | 50    | 7      |
| Lubuszanin Drezdenko       | 2017/2018 w        | IV liga                 | 13    | 1      | 1            | 0            | –      | –      | –           | –           | 14    | 1      |
| Lubuszanin Drezdenko       | Ogólnie            | Ogólnie                 | 13    | 1      | 1            | 0            | 0      | 0      | 0           | 0           | 14    | 1      |
| Orzeł Międzyrzecz          | 2018/2019 j        | Klasa okręgowa          | 14    | 0      | 2            | 1            | –      | –      | –           | –           | 16    | 1      |
| Orzeł Międzyrzecz          | Ogólnie            | Ogólnie                 | 14    | 0      | 2            | 1            | 0      | 0      | 0           | 0           | 16    | 1      |
| Polonia Słubice            | 2018/2019 w        | IV liga                 | 10    | 0      | 0            | 0            | –      | –      | –           | –           | 10    | 0      |
| Polonia Słubice            | Ogólnie            | Ogólnie                 | 10    | 0      | 0            | 0            | 0      | 0      | 0           | 0           | 10    | 0      |
| Ogólnie w karierze         | Ogólnie w karierze | Ogólnie w karierze      | 277   | 13     | 24           | 5            | 13     | 0      | 16          | 1           | 330   | 19     |